# Concordiadiagram

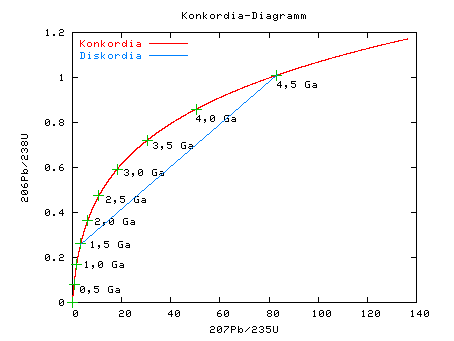
Een concordiadiagram waarin monsters met een hypothetische ouderdom van 4,5 miljard jaar worden getoond. De curve ("concordia") geeft het theoretische ontwikkeling van het gesteente bij verschillende ouderdom (in miljard jaar, Ga). De best passende rechte lijn ("discordia") door de data laat de samenstelling van de monsters zien bij verlies van lood. Door deze lijn te volgen tot het bovenste snijpunt met de curve vindt men de ouderdom van de monsters.

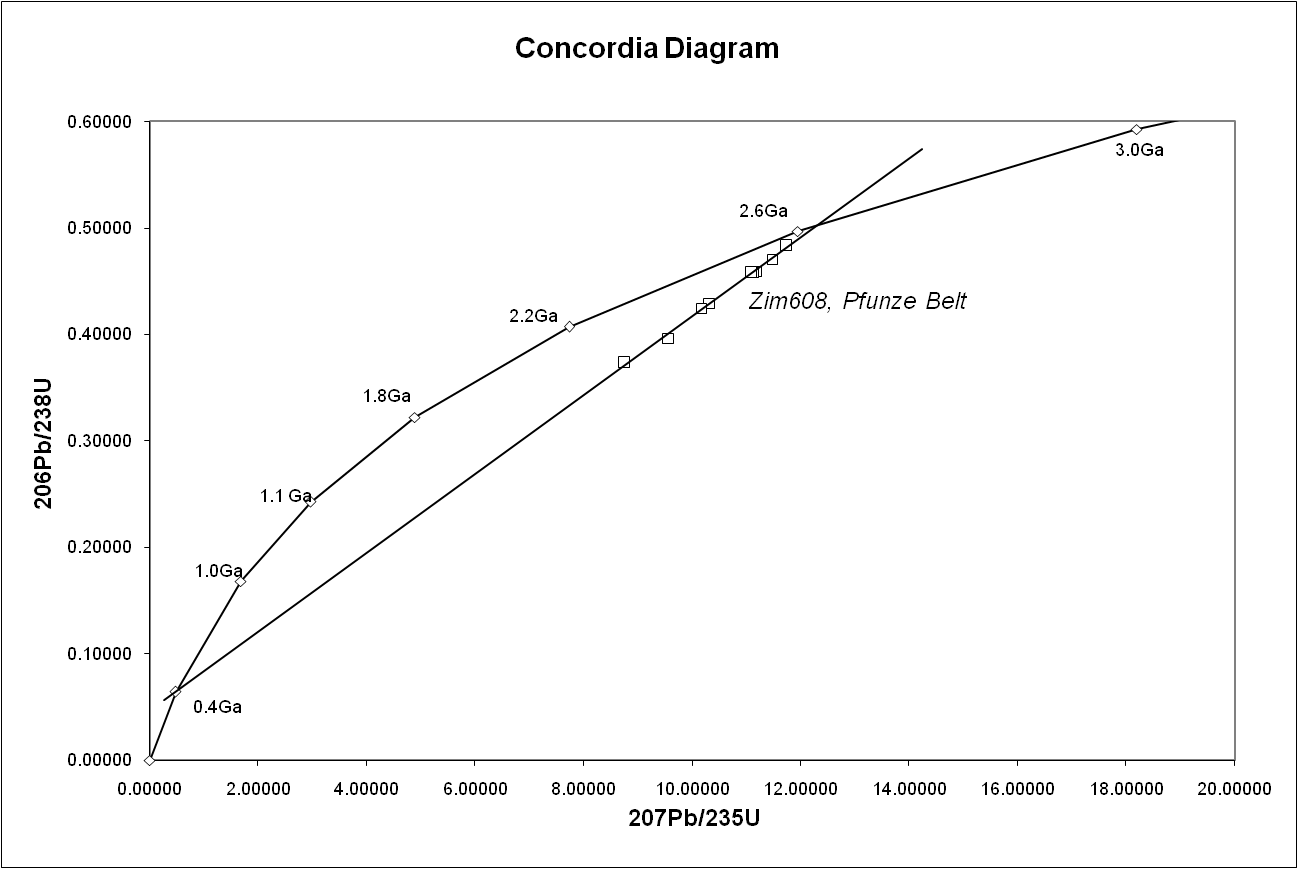
Een concordiadiagram waarin gegevens van gesteente uit de Pfunzegordel in het noorden van Zimbabwe zijn verwerkt.

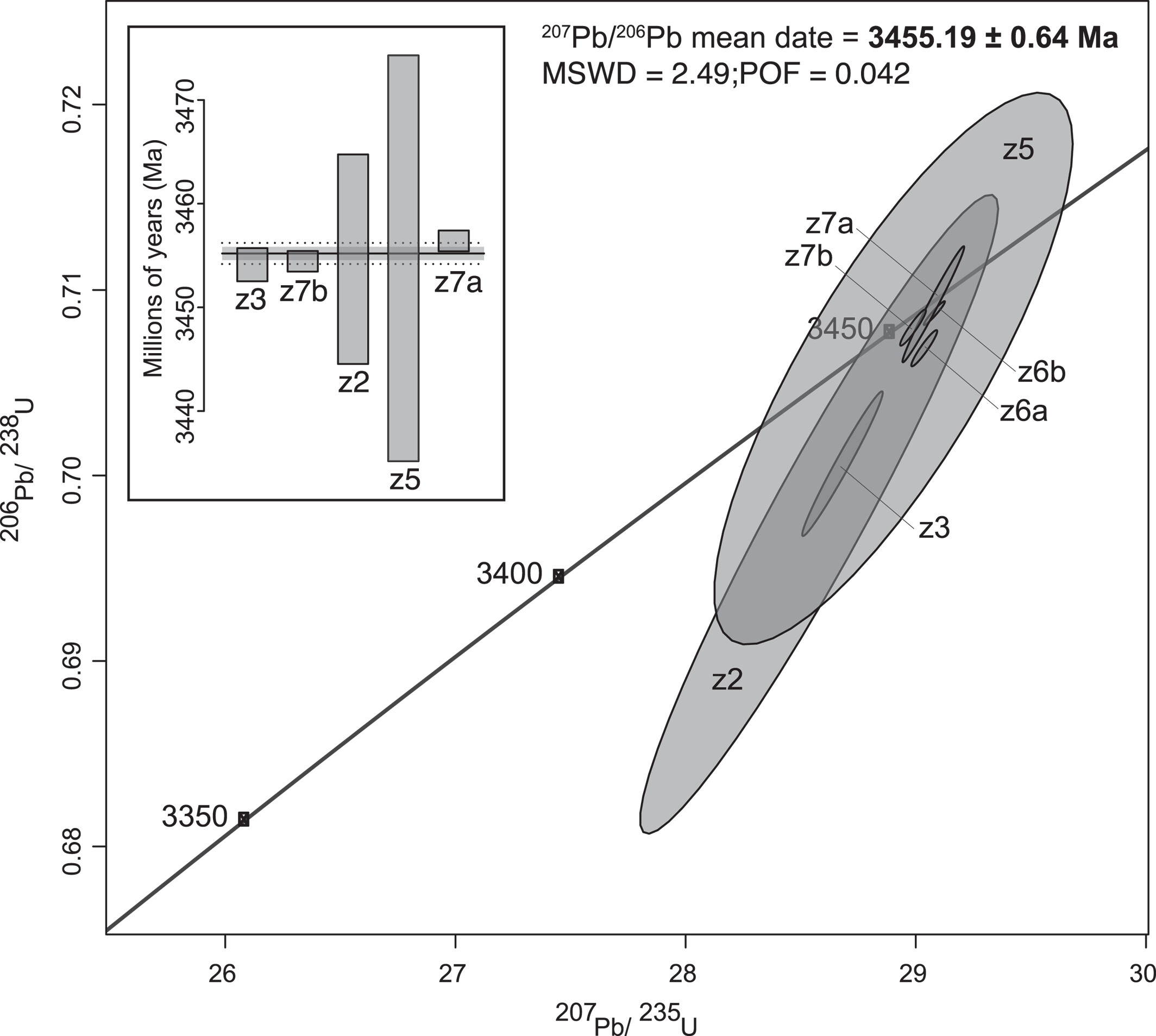
Een concordiadiagram voor ryoliet uit het Pilbarakraton in Australië. De concordia is genummerd met ouderdommen. Het diagram laat metingen van verschillende zirkonen in de ryoliet zien, die met foutellipsen worden weergegegeven. De discordia is de meest waarschijnlijke lijn door de metingen en geeft een ouderdom van 3455,19 ± 0,64 miljoen jaar.

Een concordiadiagram is een grafisch hulpmiddel bij radiometrische datering door middel van de uranium-loodmethode. Het is een grafiek waarin het verval van uranium-238 tegen dat van uranium-235 wordt uitgezet. Ideale monsters waaruit geen uranium of haar vervalproducten ontsnapten geven in het concordiadiagram een kromme (de "concordiacurve"). In het geval wel isotopen ontsnapt zijn liggen de metingen op een isochroon, een rechte lijn. Het snijpunt van deze discordialijn met de concordiacurve geeft de ouderdom van het monster.

## Toepassing
Gebruik van een concordiadiagram is mogelijk als er bij het ontstaan van het monster nog geen vervalproducten aanwezig waren. In de praktijk betekent dit dat men veronderstelt dat de verhouding lood tot uranium verwaarloosbaar klein is. Dit is een redelijke aanname bij mineralen als monaziet, titaniet, apatiet of zirkoon, met een kristalrooster dat lood uitsluit, en waarin lood niet makkelijk andere ionen substitueert. Voor het dateren van mineralen die lood niet uitsluiten in hun kristalrooster is alleen een concordiadiagram mogelijk als de initiële hoeveelheid loodisotopen bekend is.
Men drukt de gemeten hoeveelheid van de radio-isotopen uranium-238 en uranium-235 uit als verhoudingen met de eindproducten van het verval, respectievelijk lood-206 en lood-207. De twee isotopen van uranium beïnvloeden elkaars verval niet. Daarom geven beide verhoudingen een onafhankelijke waarde voor de ouderdom van een monster. In het ideale geval dat geen lood, uranium, of tussenproducten van het verval uit het materiaal ontsnapten, horen de twee verhoudingen dezelfde ouderdom te geven: ze zijn concordant. 
Een ideaal monster lag in de grafiek op de oorsprong bij ontstaan, het moment dat nog geen lood aanwezig was. Beide verhoudingen waren op dat moment nul. Daarna begon de productie van lood en bewoog het monster met de tijd langs de concordiacurve.
Omdat lood een redelijk mobiel element is, ontsnapt het bij verstoring van het monster. Zulke verstoring kan optreden door alteratie, verhitting of mechanische spanning van gesteente. De meeste in natuurlijk gesteente voorkomende kristallen vallen daarom niet op de concordiacurve. Verlies van lood betekent dat hun samenstelling onder de curve ligt. Bij de verstoring ontsnappen de isotopen van lood echter in gelijke mate. In het geval dat alle lood ontsnapt, ligt een kristal op de oorsprong en is geen datering meer mogelijk. Bij loodverlies beweegt een kristal vanaf de concordiacurve met toenemend verlies van lood naar linksonder richting de oorsprong. De lijn is een "discordia", want de ouderdom van de twee vervalreacties komt niet overeen (ze zijn "discordant"). Normaal gesproken verloren verschillende kristallen in hetzelfde gesteente lood niet in dezelfde mate. Door van verschillende kristallen de isotopen te meten verkrijgt men meerdere punten op de discordia. Met regressieanalyse kan de discordia dan bepaald worden, en daarmee het hogere snijpunt met de concordia, dat de originele hoeveelheid lood en de ouderdom geeft.
Ook het lagere (dichter bij de oorsprong gelegen) snijpunt van de concordiacurve met een isochroon kan betekenis hebben. Dit snijpunt geeft de ouderdom van de gebeurtenis waarbij lood uit het systeem ontsnapte. Voorwaarde is wel dat lood niet tijdens meerdere fases of geleidelijk ontsnapte. In de praktijk wordt aan het lagere snijpunt daarom alleen betekenis gegeven als er geologisch en mineralogisch bewijs bestaat voor een enkele gebeurtenis.

## Onderzoeksgeschiedenis
Gebruik van het concordiadiagram stamt uit de jaren 1950, toen de technieken voor uranium-looddatering sterk werden verbeterd. De eerste onderzoekers vonden vaak een verschillende ouderdom voor verval van uranium-238 naar lood-206 dan voor verval van uranium-235 naar lood-207. Een van de pioniers van de radiometrie, Arthur Holmes, schreef in 1954 dat het verschil tussen deze "discordante" metingen waarschijnlijk veroorzaakt werd door het ontsnappen van lood.
L.H. Ahrens beschreef in 1955 al hoe metingen van U-Pb in monaziet- en uraninietkristallen uit het zuiden van Rhodesië (tegenwoordig Zimbabwe) op een isochroon liggen. Ahrens dacht echter dat het verlies van lood een continu en geleidelijk proces is.
De eerste die de ouderdom van monsters waaruit lood ontsnapt was bepaalde aan de hand van een concordiadiagram was G.W. Wetherill. Soms wordt het diagram daarom naar hem "Wetherilldiagram" genoemd. Studies naar de diffusie van lood uit zirkonen laten zien dat de staat van het zirkoonkristal van groot belang is. Zirkonen of delen van zirkonen met weinig roosterdefecten als gevolg van alteratie liggen vaak op of zeer dichtbij de concordiacurve. Lood ontsnapt veel makkelijker uit verstoorde kristallen.
Met dit in gedachten zijn diverse technieken ontwikkeld om de meest verstoorde delen van kristallen te verwijderen voor ze gedateerd worden. Zirkonen waarvan de hoekpunten en randen zijn afgeslepen, geven resultaten die veel dichter bij de concordiacurve liggen.